# Heinrich Rudolf Schinz
Heinrich Rudolf Schinz, född 30 mars 1777 i Zürich, död där 8 mars 1861, var en zoolog som beskrev ett flertal djurarter som förekommer i Schweiz.
Schinz besökte gymnasiet i hemstaden och studerade sedan medicin i Würzburg och Jena som han 1797 avslutade med doktorsexamen. Åter i Zürich var han verksam som läkare och dessutom utförde han zoologiska undersökningar. Schinz blev 1804 lärare för fysiologi och naturhistoria vid hemstadens medicinska institut och 1833 utnämndes han som professor för zoologi i Zürichs nybildade universitet. Samtidig var han författare eller redaktör för flera böcker om världens däggdjur eller fåglar där flera nya arter blev beskrivna. Schinz översatte Georges Cuviers verk «Le règne animal» till tyska.
Schinz var även ledamot i Zürichs stadsråd och domare vid stadens domstol.
Efter 1849 drabbades Schinz av flera slaganfall men han levde till 1861.

## Verk i urval
- J. J. Römer & H. R. Schinz, "Naturgeschichte der in der Schweiz einheimischen Säugethiere." Zürich 1809
- Fr. Meisner & H. R. Schinz, "Die Vögel der Schweiz." Zürich 1815
- "Naturgeschichte und Abbildungen der Menschen, Säugetiere, Vögel, Amphibien und Fische.", flera volym efter 1824
- "Systematisches Verzeichniss aller bis jetzt bekannten Säugethiere oder Synopsis Mammalium, nach dem Cuvier' schen System." Jent und Gassmann, Solothurn 1845
- "Europäische Fauna oder Verzeichniß der Wirbelthiere Europas." 2 volym. Stuttgart 1840